# 인도코끼리
인도코끼리(학명: Elephas maximus indicus)는 아시아코끼리의 한 아종으로 여타 아종들 가운데서도 최대형종이며, 개체 수도 가장 많은 아종이다. 인도를 비롯하여 방글라데시, 부탄, 인도차이나 반도 및 중국 등에서 발견된다.

## 외모
아프리카코끼리보다 약간 작으며, 어깨높이는 수컷이 2.6m, 암컷이 2.1m 정도다. 아프리카코끼리보다 더욱 활발하게 돌아다닌다. 또한 수영도 잘 하며, 아시아코끼리처럼 성질이 온순하여 동남아시아 등에서 임업 및 행사에 쓰인다. 회색에서 갈색까지 다양하며, 20마리 이상의 무리를 이루며, 낮에 휴식을 취하고, 밤에 먹이를 먹는다. 서식 장소는 관목림이나 밀림이며, 수명은 약70년이다.

## 같이 보기
- 스리랑카코끼리
- 수마트라코끼리
- 보르네오코끼리